# Otto der Große, Magdeburg und Europa
Die Ausstellung Otto der Große, Magdeburg und Europa fand vom 27. August bis 2. Dezember 2001 im Kulturhistorischen Museum in Magdeburg statt. Mit rund 300.000 Besuchern handelt es sich um eine der erfolgreichsten Geschichtsausstellungen.

## Ehrentitel und Schirmherr
Der Ausstellung wurde als wichtigster europäischer Geschichtsschau des Jahres 2001 der Ehrentitel 27. Ausstellung des Europarates verliehen. Sie trug ferner den Titel einer Landesausstellung Sachsen-Anhalt. Die Schirmherrschaft übernahm der Bundespräsident der Bundesrepublik Deutschland, Johannes Rau.

## Inhalte

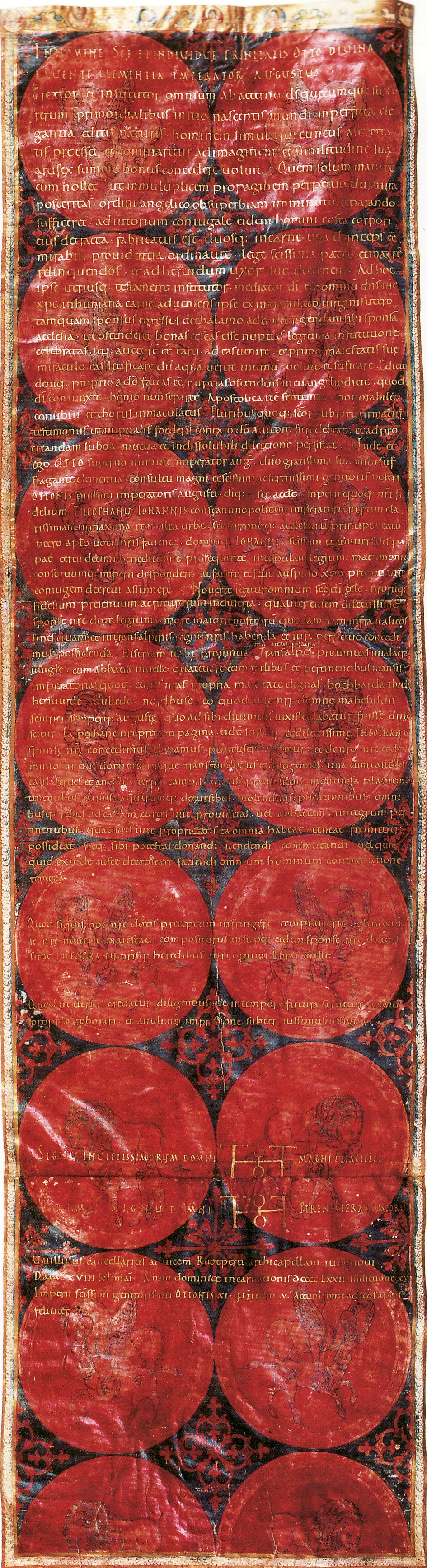
Heiratsurkunde von Theophanu und Otto

Eine vorbereitende Tagung wurde unter Leitung von Bernd Schneidmüller und Stefan Weinfurter vom 12. bis 15. Mai 1999 in Magdeburg durchgeführt. Die Vorträge wurden im Tagungsband Ottonische Neuanfänge veröffentlicht.
Im Mittelpunkt der Ausstellung stand die Herrscherpersönlichkeit Ottos I. (936–973), der schon zu Lebzeiten der Große genannt wurde. Er ließ Magdeburg im 10. Jahrhundert zu einem der führenden Herrschaftszentren ausbauen. Gezeigt wurden über 400 Objekte – ausschließlich Originale – aus ganz Europa und Übersee, die den hohen Rang der Kunst und Kultur des frühen Mittelalters zeigten, aber auch die Alltagswelt dieser Zeit anschaulich machten. Die Gesamtleitung hatte Matthias Puhle, die Projektleitung Claus-Peter Hasse. 
Die Leihgaben skizzieren das Bild einer Zeit des Umbruchs und der Erneuerung in der Welt des frühen Mittelalters. Ausgewählt wurden Handschriften und Bronzearbeiten aus England und Frankreich, geschnitzte Elfenbeintafeln und Goldschmuck aus Italien und Byzanz, Silberschätze aus Skandinavien und Ungarn, islamische Bergkristallarbeiten, Urkunden, Buchmalereien, Waffen, ferner Zeugnisse des Alltagslebens.

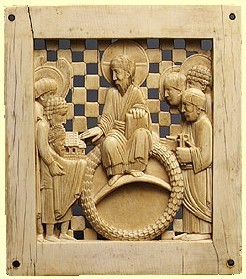
Otto der Große (Magdeburger Elfenbeintafel)
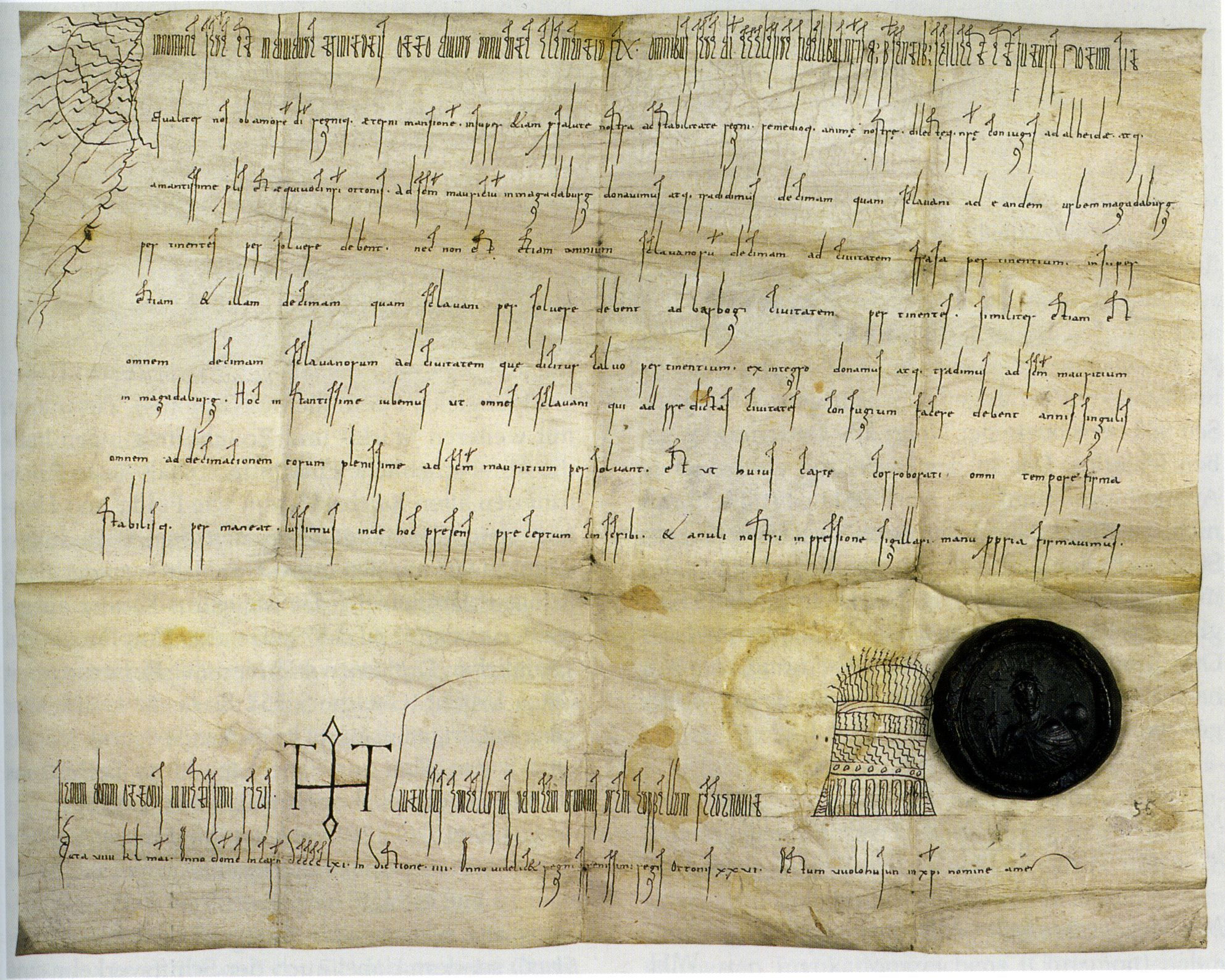
Urkunde Ottos des Großen für das Mauritiuskloster in Magdeburg, ausgestellt am 23. April 961.
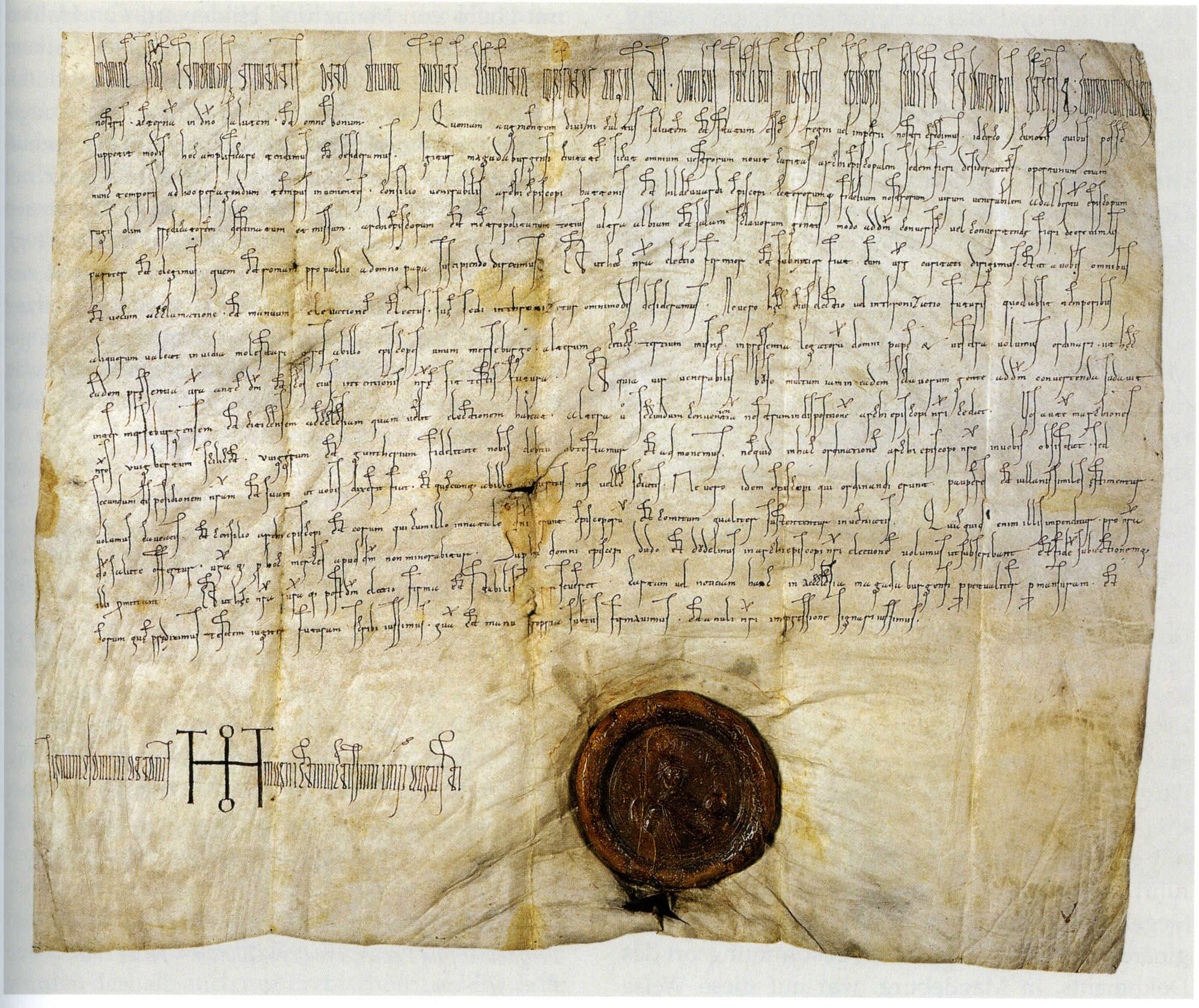
Verkündigung der Errichtung eines Erzbistums zu Magdeburg und deren Übertragung an Adalbert, 968.